# Eugen Mossakowsky
Eugen Mossakowski (* 1. November 1898 in Neidenburg; † 1969 in Minden) war ein deutscher Nationalsozialist und Nationalrevolutionär.

## Leben

### Frühe Kindheit
Mossakowski war das erste Kind des Kaufmanns Emil Wilhelm Michael Mossakowski (* 30. Oktober 1868 in Sbylutten (Ostpreußen); † 17. Juli 1937 in Königsberg) und dessen Frau, der Kaufmannstochter Gertrud Mossakowski, geb. Freitag (* 8. Mai 1870 in Neidenburg; † 13. Dezember 1945 ebenda). Eugen Mossakowski verbrachte seine frühe Jugend in Neidenburg, bis die Familie nach Königsberg zog.

### Familie
Eugen Mossakowski heiratete in Königsberg die Lehrerstochter Dorothea Maria Weiß. Das Paar hatte zwei Kinder. Die Tochter Rosemarie Mossakowski wurde am 29. Mai 1922 in Königsberg geboren, und der Sohn Ulrich Mossakowski kam am 14. Januar 1927 in Berlin zur Welt. Ulrich Mossakowski fiel Ende des Zweiten Weltkriegs. Rosemarie Mossakowski heiratete am 11. Juli 1942 in Königsberg den Hauptmann Reinhard Hänsch.

## Berufliche Laufbahn

### Anfang der Karriere
Mossakowski war ab 1919 Mitglied der SPD. Von 1922 bis 1926 war er Mitglied des Bundes Oberland; danach wurde er zu einem führenden Mitglied von Niekischs und Winnigs Alt-Sozialistischer Partei (ASP). Als Redakteur arbeitete er zu dieser Zeit für die „National Sozialistischen Briefe“ und die Zeitschrift „Der Nationale Sozialist“, zwei Zeitschriften der Strasser-Brüder. Mossakowski arbeitete insbesondere mit Otto Strasser eng zusammen und arbeitete in Berlin für dessen Kampfverlag, dessen Publizierungen die politischen Ideen der Strasserbrüder widerspiegeln sollte.

### Wechsel zur NSDAP
Die ASP löste sich 1929 allmählich auf, worauf einige prominente Mitglieder, wie Mossakowski und Richard Schapke, der NSDAP beitraten. Mossakowski begegnete am 3. April 1929 zum ersten Mal Joseph Goebbels, mit dem er später mehrere Auseinandersetzungen hatte. Mossakowski schätzte weiterhin die enge Zusammenarbeit mit Otto Strasser und leitete mit ihm den „Linken Flügel“ der NSDAP. Innerhalb der NSDAP entstanden allmählich starke politische Meinungsverschiedenheiten. Diese beruhten insbesondere auf der Programmatik Hitlers und dessen Wirtschafts- und Außenpolitik. Der „linke“ Flügel der NSDAP stellte sich somit gegen Hitler und seine Ideologien und versuchte dessen immer größer werdenden Einfluss zu unterbinden. 1929 ging der linke Flügel gegen den Berliner Gauleiter vor. In seinem Tagebucheintrag vom 1. August schilderte Goebbels dieses Geschehen:

„Das Neueste: ich soll in Berlin niederlegen und nach München übersiedeln als Propagandachef. Mossakowski soll mein Nachfolger in Berlin werden. Das ist Otto Straßers Geschoß. Und es würde treffen, wenn es nicht auf mich gezielt wäre. Man will mir die wirkliche Macht nehmen und dafür eine Scheinmacht geben.“

Mossakowskis Fähigkeiten als Redakteur waren auch bei der NSDAP sehr gefragt. Er wurde bereits 1929 zum Herausgeber der „Nationalsozialistischen Pressekonferenz“ und ab 1930 der Parlamentarische Geschäftsführer der Reichstagsfraktion der NSDAP.

### Die Schwarze Front
Als der Strasser-Flügel 1930 keine wichtigen Siege im Machtkampf mit Hitler einfahren konnte, gründeten Strasser und Mossakowski die nationalbolschewistische Kleinpartei Kampfgemeinschaft Revolutionärer Nationalsozialisten (KGRNS), die später als Schwarze Front bekannt wurde. Strasser und Mossakowski forcierten somit eine Abspaltung von der NSDAP.

### Ausschluss aus der NSDAP
Mossakowski sprach am 24. Oktober 1930 in Stettin vor einer Versammlung hoher Nazi-Funktionäre und bezeichnete diese als eine „Rotte von Kleinbürgern und ein Geschlecht der Kastraten“. Er wurde in Folge dieser Versammlung wegen Beleidigung angeklagt. Goebbels leitete ein Verfahren ein, um seine Gegner aus der Partei auszuschließen. Strasser und Mossakowski ergriffen jedoch die Initiative. Bei den Gauleitertagungen in Berlin bezichtigte Mossakowski Goebbels der Lüge. Laut Mossakowski hatte Goebbels sich fälschlicherweise als Ruhrkämpfer ausgegeben und Urkunden gefälscht, um in die Partei aufgenommen zu werden und als Angehöriger der Alten Garde auftreten zu können. Mossakowski versuchte daraufhin, Goebbels vor den Untersuchungs- und Schlichtungsausschuss der Partei zu stellen. Da Goebbels somit in Gefahr war, öffentlich entlarvt zu werden, gab Hitler die Anweisung, gegen Mossakowski vorzugehen und die Partei zu „säubern“. Die Säuberungen führten zu dem Ausschluss aller, die Hitler als parteischädigend ansah. Dazu gehörten Otto Strasser, Mossakowski und die Mitglieder der Schwarzen Front.

### Späteres Leben
1933 wurde Mossakowski nach der Machtergreifung der Nationalsozialisten vorübergehend verhaftet. Er wurde gemeinsam mit Richard Schapke wegen Hochverrats im KZ Oranienburg inhaftiert. Otto Strasser floh zeitgleich nach Prag. Nach seiner Freilassung war Mossakowski bei der Wehrmacht. Dort arbeitete er bei der Abwehr, dem deutschen militärischen Geheimdienst, der sich auf die Abwehr von Spionage und Sabotage fokussierte. Nach Ende des Zweiten Weltkriegs zog Eugen Mossakowski nach Minden und veröffentlichte mehrere Bücher über preußische Geschichten.